# Pseudorthocladius fujiseptimus
Pseudorthocladius fujiseptimus är en tvåvingeart som beskrevs av Sasa 1985. Pseudorthocladius fujiseptimus ingår i släktet Pseudorthocladius och familjen fjädermyggor. Inga underarter finns listade i Catalogue of Life.